# Pseudelydna diurna
Pseudelydna diurna är en fjärilsart som beskrevs av Swinhoe 1889. Pseudelydna diurna ingår i släktet Pseudelydna och familjen trågspinnare. Inga underarter finns listade i Catalogue of Life.